# Hipsícrates (escriptor)
Hipsícrates (en llatí Hypsicrates, en grec Ὑψικράτης) va ser un escriptor i gramàtic romà contemporani de Marc Terenci Varró.
El mencionen el mateix Varró (a l'obra De Lingua Latina 5.88), Aulus Gel·li i Esteve de Bizanci (sub voce Αἰφίοφ). Gel·li diu que Hipsícrates havia escrit "libros sane nobiles super his quae a Graecis accepta sunt".